# Fenster XVII aus dem Kreuzgang des Klosters Steinfeld

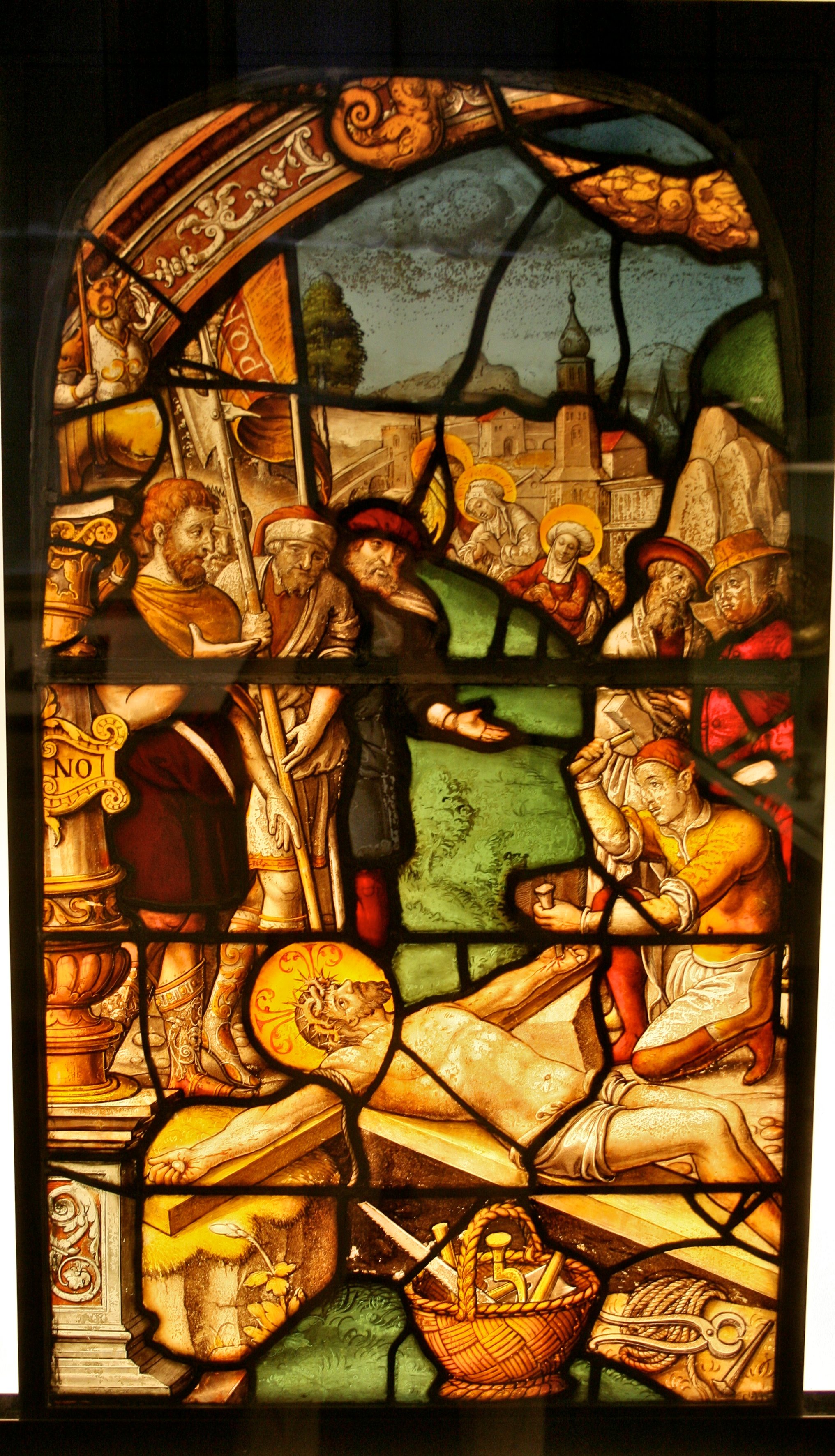
Scheibe mit der Kreuzannagelung aus dem Fenster XVII (linke Lanzette oben)

Das Fenster XVII im Kreuzgang des Klosters Steinfeld wurde 1538/39 von dem Glasmaler Gerhard Remsich in Köln geschaffen.  
Es bestand aus jeweils drei Scheiben in den drei Lanzetten und sechs Scheiben im Maßwerk. Die erhaltenen Scheiben befinden sich seit 1928 im Victoria and Albert Museum in London und in der Pfarrkirche St. Mary im Weiler Disley von Cheshire East (Grafschaft Cheshire in England).

## Linke Lanzette
Die untere Scheibe (heute in der Kirche St. Mary in Disley) zeigt den Stifter, Pfarrer Johannes Kauweiler von Wehr (Landkreis Mayen-Koblenz), und den heiligen Nikolaus. In einer Architekturkulisse kniet ein Prämonstratensermönch, der auf der Nachbarscheibe (mittlere Lanzette unten) inschriftlich benannt wird, vor dem Heiligen. Der heilige Nikolaus ist mit den Pontifikalien dargestellt, auf seinem Heiligenschein steht: „S. NICOLAVS EPISCOPV(S)“ (Heiliger Nikolaus Bischof). 
Darüber ist auf zwei Scheiben (heute im Victoria and Albert Museum, Inventar-Nr. C. 276-1928) die Kreuzannagelung Christi dargestellt, wie sie in der Passion Jesu beschrieben wird. Auf der Standarte eines Juden steht: „(S.)P.Q.R.“ (SPQR).     

## Mittlere Lanzette
Die untere Scheibe (heute im Victoria and Albert Museum, Inventar-Nr. C. 263-1928) stellt den Evangelisten Johannes auf Patmos mit der Stiftertafel dar. Johannes sitzt am rechten Bildrand und schreibt seine Visionen (Offb 1,1 ) auf. Der Adler, sein Symbol, leistet ihm dabei Gesellschaft und hält ein Tintenfass im Schnabel. Links oben ist das apokalyptische Weib auf einer Mondsichel und mit Engelsflügeln in einer goldenen Aureole zu sehen. Die beiden Inschriften am unteren Bildrand lauten: „JOANNES KAUWILRE PASTOR IN WEER“ und „JOAN(N)ES BAUER PR(IOR) ZO ELLEN. ANN= 15(39)“. Die 39 der Jahreszahl wurde später zu „1506“ ergänzt. 
Die beiden oberen Scheiben (heute in der Kirche St. Mary in Disley) stellen die Kreuztragung Christi dar. Im Bildvordergrund ist Christus mit der Dornenkrone auf seinem Haupt zu sehen, wie er unter dem Kreuz zusammenbricht. Am rechten Bildrand hilft ihm Simon von Cyrene das Kreuz zu tragen. Vor Christus kniet Veronika, die ihm ein Schweißtuch reicht. Dahinter herrscht ein Gedränge mit Soldaten und Schaulustigen.   

## Rechte Lanzette
Unten war die Scheibe (heute in der Kirche St. Mary in Disley) mit der heiligen Elisabeth und dem Stifter, Prior Johannes Bauer, zu sehen. Dieser wird auf der Nachbarscheibe (mittlere Lanzette unten) inschriftlich benannt.

## Maßwerk
Keine der sechs Scheiben, die im Maßwerk waren, ist erhalten. 